# Хатха-йога
Хатха-йоґа (санскрит: हठयोग haṭhayoga) — система фізичних практик йоги, систематизована мудрецем XV століття Йоґі Сватмарама в трактаті «Хатха-йоґа прадипіка» як попередня стадія фізичного очищення тіла перед стадіями вищої медитації.
Хатха-йога робить особливий наголос на асані, йогівських позах, та пранаямі, умінні керувати диханням. Саме хатха-йога найчастіше асоціюється з поняттям йоги на Заході, де вона здобула значну популярність, як система вправ для покращення фізичного та психічного здоров'я.

## Етимологія
Слово «хатха» (हठ, haţha) перекладається з санскриту як «зусилля», «насильство», «натуга», «інтенсивність». Слово «йога» (योग, yoga) перекладається з санскриту як «союз», «єднання», «злиття», «контроль». Таким чином, словосполучення «хатха-йога» (हठयोग, haţhayoga) можна перекласти як «зусилля з злиття», «посилене єднання», «зусилля з контролю» і т. д.
Інше трактування вказує, що окрім значення Сонце, корінь ха означає також один із наді (пінґала) — каналів потоку енергії в тонкому тілі людини, який називають сонячним. Відповідно, корінь тха означає місячний наді (іда). Однак разом два корені утворюють слово хатха, що означає дужий, натякаючи на складну працю з очищення тіла. Слово йога означає упряж або союз, таким чином хатха-йога набирає значення запрягання Сонця, як активного, чоловічого начала, та Місяця, як пасивного, жіночого, утворюючи в людині рівновагу сил та силу рівноваги.

## Історія
«Все в Хатха-йозі існує
для Раджа-йоги.»
Хатха йога прадіпіка
Найдавнішу згадку терміна «хатха-йога» відносять до тексту Ґух'ясамаджа Тантри датованого 8 ст. н. е.[джерело?] Автор вказує, що в разі відсутності успіху у практиці тантри, слід звернутися до хатха-йоги, аби досягти «пробудження» та «досконалого знання». Текст, щоправда, не пояснює суті терміна хатха-йога. Подібні згадки знаходять також у буддистських коментарях того часу. У традиції Калачакра Тантри (10-11 ст. н.е) термін «хатха» (сила) стосується вольового зусилля, щодо спрямування прани у центральний канал. Шайвістські джерела того часу описують техніки, що нагадують хатха-йогічні, не вживаючи однак цього терміна.
Особливої уваги заслуговує манускрипт Амрітасіддхі (Amritasiddhi)) датований XII ст, який містить опис багатьох фундаментальних принципів і практик хатха-йоги. Текст містить символічний опис тіла, що складається з місяця, сонця та вогоню, тілесних субстанцій — бінду та раджасу, центрального каналу та вузлів (ґрантхі). Пояснюється зв'язок між мисленням, диханням та бінду. Описуються три практики: махамудра, махабандха та махаведха, що включають контроль дихання та позиції тіла необхідні для введення дихання (прани) у центральний канал та підняття вгору. Трактат широко цитують більш пізні джерела: Йога-чінтамані, Хатха-прадіпіка, Ґоракша-шатака, Вівека-мартанда, Амарауґхапрабодха та Шива-самхіта.
У текстах Амрітасіддхі, Даттатрейя-йога-шастра та Амарауґхапрабодха згадуються чотири типи йоги: Мантра-йога, Лайя-йога, Хатха-йога та Раджа-йога. Судячи з контексту, кожен вид йоги призначався для учнів відповідних здібностей. Мантра-йога — для слабких, Лайя — для середніх, Хатха — для сильних і Раджа-йога для найбільш здібних. Також, прослідковується ідея переваги Раджа-йоги над усіма іншими. Надалі, ці знання були узагальнені в праці Хатха-йога-прадіпіка.
Майже у всіх езотеричних вченнях існували спеціальні системи, спрямовані на роботу з фізичним тілом, що є додатковою відмінністю від релігій. Найдревнішим текстом з хатха-йоґи є «Хатха-йога-прадипіка» Йоґі Сватмарами. Ця книга є компіляцією із древніших, втрачених текстів та власного досвіду Йогі Сватмарами. В трактаті описані шаткарма (очищення), асана (пози), пранаяма (дихальні вправи), чакри (енергетичні центри), кундаліні, бандхи (вправи із скороченням м'язів), крія (способи очищення тіла), шакті (типи енергій), наді (канали), мудри (символічні жести) та у четвертому розділі — типи медитацій для набуття стану самадхі.
За традицією авторство хатха-йоґи приписують богу Шиві. Розповідають, що сидячи на безлюдному острові й думаючи, що його ніхто не чує, Шива поділився знаннями зі своєю дружиною Парваті, але розмову підслухала риба. Бог Шива пожалів рибу, й зробив її сіддха, який став знаменитим як Матсієндранаатха. Цей мудрець навчив хатха-йозі Чауранґі, каліку, руки та ноги якого відновилися від самого тільки погляду на Матсієндранаатху.
Багато сучасних шкіл хатха-йоґи походять від школи йога Шрі Тірумалай Крішнамачар'я, який викладав з 1924 до смерті в 1989. Серед його учнів популяризаторів йоги на Заході Шрі К. Паттабхі Джойс, що розповсюджував жорсткий стиль аштанга-віньяса-йога, Б.К.С. Айєнгар, Індра Деві та інші.

## Практики йоги

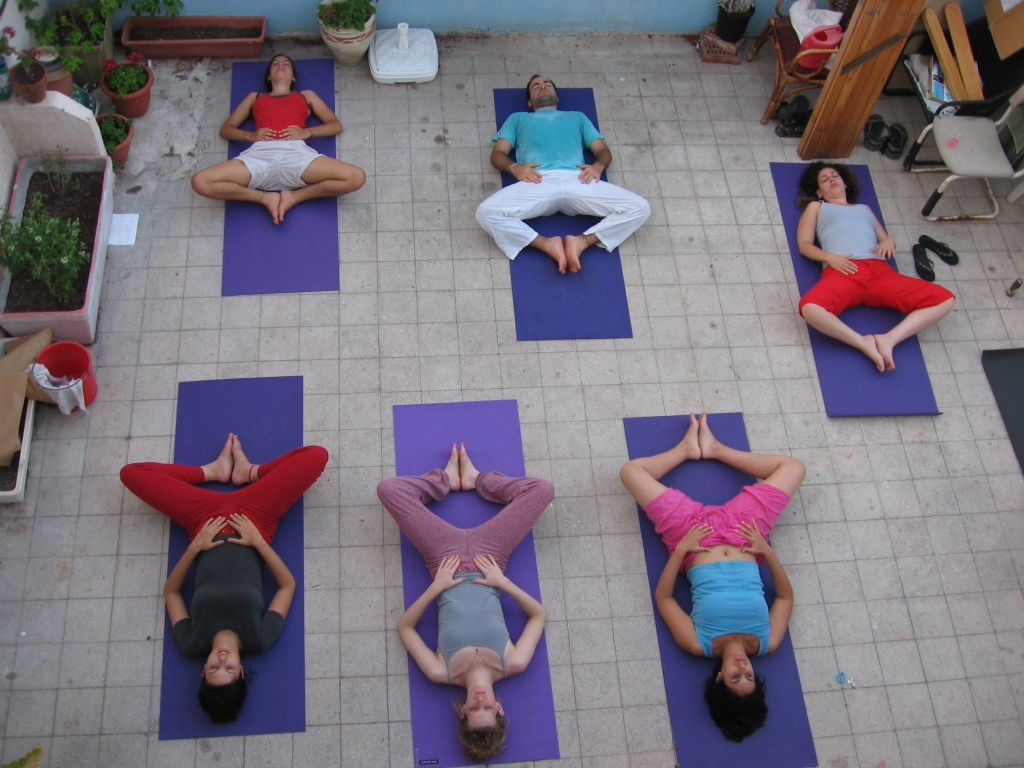
Учні виконують суптабандха коннасану

### Асана
Асана — «стійке положення тіла» згідно Йога-сутрам Патанджалі. Згодом смисл поширився та нині — це поза, яка приймається для виконання будь-якого вправи, або сама є вправою.
Спочатку, в традиційних текстах описується невелика кількість асан. У «Хатха Йога прадіпіка» їх — 16, в «Гхеранда-самхита» — 32.

#### Механізми впливу асан на практика
- механічний вплив (задіює м'язи, не задіяні при інших навантаженнях);
- гуморальний механізм (зміни тиску порожнин тіла);
- психосоматичний механізм (вплив на ті зони тіла, на які проєктуються чакри, з метою зміни стану на чакри);
- рефлекторний (вплив на внутрішні органи);
- стресовий (мікрострес при надзусиллі стимулює лімбічну і гормональну системи);
- гормональний (при впливі на кровотік в районі ендокринних залоз);
- енергетичний (вплив на ефірне тіло людини — перерозподіл енергії).[5]

### Пранаяма
Пранаяма (санскр. प्राणायाम, Prāṇāyāma IAST: «контроль або зупинка дихання») — управління емоційним станом та свідомістю за допомогою управління диханням.
Типи пранаям: уджайя, сіталі, бхастріка, бхрамарі, та інші.[джерело?]

#### Механізми впливу пранаям
- Зміна концентрації кисню (збільшується при інтенсивному диханні) і вуглекислого газу (збільшується при затримках дихання) в організмі;
- Включення в роботу в процесі дихання різних груп дихальних м'язів (та вплив через те на психоемоційний стан практика);
- Масаж внутрішніх органів;
- Вплив на тиск;
- Рефлекторний вплив на симпатичну і парасимпатичну нервову систему.[5]

### Мудра
У йозі, мудри — це не тільки положення рук, але і положення тіла, які зовні схожі на асани, наприклад йога-мудра, шактічелані-мудра; положення очей, наприклад самбхаві-мудра, язика — надхо-мудра, і навіть ануса — ашвіні-мудра. У Гхеренда самхіті можна зустріти 25 мудр, проте в сумі з іншими джерелами мудр, набагато більше.
Мудра перекладається як «друк», «відбиток».

### Бандха
Бандха перекладається як «замок».
Бандха практика «перекриває» (ускладнює) переміщення рідин всередині організму. Назви основних бандх: Джала-надхара-бандха, уддіяна-бандха, муладхара бандха, додаткових: Маха-бандха, Удара-бандха, Сету-бандха, Пада-бандха, Каті-бандха, Джану-бандха.

## Класичні тексти з хатха-йоги
- Хатха Йога прадіпіка
- Шива-самхіта
- Гхеранда-самхіта
- Сіддха-сіддханта паддхаті
- Амрітасіддхі

## Школи хатха-йоги
- Шрі Тірумалаї Крішнамачар'ї: йогашала і її відгалуження Айєнгар-йога, Аштанга-віньяса йога;
- Свамі Шивананда Сарасваті: школа йоги Свамі Вішну Девананда, біхарської школа йоги;
- Делійська школа йоги, заснована Свамі Дхірендри Брахмачарі.
- Інститут Йогатерапії Санта Круз, Мумбаї Шрі Йогендра.[джерело?]